# Nibugar jasnonogi
Nibugar jasnonogi (Berytinus signoreti) – gatunek pluskwiaków z podrzędu różnoskrzydłych i rodziny smukleńcowatych.

## Taksonomia
Gatunek ten opisany został po raz pierwszy w 1859 roku przez Franza Xaviera Fiebera pod nazwą Berytus signoreti. Przez część autorów umieszczany jest w podrodzaju Berytinus (Lizinus).

## Morfologia
Pluskwiak o silnie wydłużonym ciele długości od 4,2 do 6 mm. Podstawowe ubarwienie ma jasnobrązowawożółte. Głowa ma pomiędzy oczami złożonymi pozbawione owłosienia, nagie, jaśniejsze niż reszta jej powierzchni żeberka. Za oczami brak jest ciemnej, podłużnej smużki. Na czole umieszczony jest wyrostek o mniejszych rozmiarach i bardziej zaokrąglonym kształcie niż u podobnego B. striola. Wszystkie pary odnóży mają w odsiebnych częściach ud zgrubienia tak samo jasne, jak ich niezgrubiałe części. Czułki mają czarne lub ciemnobrązowe człon ostatni i wierzchołek członu przedostatniego, natomiast zgrubienie u szczytu członu pierwszego jest nieprzyciemnione. Półpokrywy charakteryzują się ciemnobrązowym do czarnego wierzchołkiem przykrywki oraz obecnością w użyłkowaniu zakrywki komórki pozbawionej ciemnej plamy; występują w zakrywce natomiast brązowe plamy między żyłkami. Półpokrywy składają się tak, że górna zakrywka całkowicie nakrywa tą położoną pod nią.

## Ekologia i występowanie
Owad kserofilny, preferujący stosunkowo suche siedliska. Spotykany jest m.in. na murawach kserotermicznych i psammofilnych oraz śródlądowych wydmach. Aktywny jest od marca do października i zimuje w stadium imago. Do jego roślin żywicielskich należą komonice, macierzanki i wilżyny.
Gatunek palearktyczny. W Europie wykazany został z Portugalii, Hiszpanii, Irlandii, Wielkiej Brytanii, Francji, Luksemburga, Belgii, Holandii, Niemiec, Danii, Szwecji, Norwegii, Finlandii, Szwajcarii, Austrii, Włoch, Polski, Czech, Słowacji, Węgier, Słowenii, Bośni i Hercegowiny, Serbii, Czarnogóry, Macedonii Północnej, Rumunii, Bułgarii i Grecji. Ponadto znany jest z Turcji i Tunezji. Błędnie podawany był z Algierii i Egiptu. W Polsce jest rzadki, znany z południowej części kraju.